# Adenophora triphylla
Adenophora triphylla là loài thực vật có hoa trong họ Hoa chuông. Loài này được Carl Peter Thunberg mô tả khoa học đầu tiên năm 1784 dưới danh pháp Campanula triphylla. Năm 1830 Alphonse Pyramus de Candolle chuyển nó sang chi Adenophora.
Loài này có ở Việt Nam với tên gọi nam sa sâm hay sa sâm lá mọc vòng.